# آری این‌چنین بود برادر
آری این‌چنین بود برادر کتابی است به نویسندگی علی شریعتی که به برده‌داری در تاریخ می‌پردازد.
این کتاب در واقع نامه‌ای‌ست که دکتر شریعتی هنگام بازدید از اهرام مصر و مشاهدهٔ شکوه و عظمت آن‌ها و تحت تأثیر توصیف‌های راهنمای توریست‌ها از رنج‌هایی که بردگان در مصر باستان متحمل می‌شدند، خطاب به بردگان نوشته‌است. راوی داستان را از برده داری در مصر باستان و چین شروع می‌کند و با افرادی چون کنفوسیوس و بودا ادامه می‌دهد. سپس به دوران پیامبر اسلام و علی می‌رود و سرانجام دربارهٔ برده‌داری در دوران معاصر سخن می‌گوید؛ «آری این‌چنین بود برادر» از کتاب‌های تأثیرگذار دکتر علی شریعتی است.